# Lázaro Cárdenas, Cuapiaxtla de Madero
Lázaro Cárdenas är en ort i Mexiko.   Den ligger i kommunen Cuapiaxtla de Madero och delstaten Puebla, i den sydöstra delen av landet, 150 km öster om huvudstaden Mexico City. Lázaro Cárdenas ligger 2 055 meter över havet och antalet invånare är 223.
Terrängen runt Lázaro Cárdenas är huvudsakligen platt, men västerut är den kuperad. Runt Lázaro Cárdenas är det ganska tätbefolkat, med 239 invånare per kvadratkilometer. Närmaste större samhälle är Tecamachalco, 11,9 km öster om Lázaro Cárdenas. Trakten runt Lázaro Cárdenas består till största delen av jordbruksmark.